# Campeonato Mundial de Ciclismo em Pista de 1981
O LXXVIII Campeonato Mundial de Ciclismo em Pista celebrou-se em Brno (Checoslováquia) entre 31 de agosto e 5 de setembro de 1981 baixo a organização da União Ciclista Internacional (UCI) e a Federação Checoslovaca de Ciclismo.
As competições realizaram-se em Velódromo de Brno. Ao todo disputaram-se 14 provas, 12 masculinas (5 profissionais e 7 amador) e 2 femininas.

## Medalhistas

### Masculino profissional
| Evento                 | Ouro                     | Prata                          | Bronze                                |
| ---------------------- | ------------------------ | ------------------------------ | ------------------------------------- |
| Velocidade individual  | Koichi Nakano · Japão    | Gordon Singleton · Canadá      | Kenji Takahashi · Japão               |
| Perseguição individual | Alain Bondue · França    | Hans-Henrik Ørsted · Dinamarca | Bert Oosterbosch · Países Baixos      |
| Carreira por pontos    | Urs Freuler · Suíça      | Daniel Clark · Austrália       | Giuseppe Saronni · Itália             |
| Keirin                 | Daniel Clark · Austrália | Guido Bontempi · Itália        | Chiyoshi Kubo · Japão                 |
| Meio fundo             | René Kos · Países Baixos | Bruno Vicino · Itália          | Wilfried Peffgen · Alemanha Ocidental |

### Masculinoamador
| Evento                  | Ouro                                                                             | Prata                                                                                      | Bronze                                                                      |
| ----------------------- | -------------------------------------------------------------------------------- | ------------------------------------------------------------------------------------------ | --------------------------------------------------------------------------- |
| Velocidade individual   | Serguei Kopylov · União Soviética                                                | Lutz Tenhoßlich · Alemanha Oriental                                                        | Detlef Uibel · Alemanha Oriental                                            |
| Perseguição individual  | Detlef Macha · Alemanha Oriental                                                 | Dainis Liepiņš · União Soviética                                                           | Maurizio Bidinost · Itália                                                  |
| Perseguição por equipas | Alemanha Oriental · Detlef Macha · Bernd Dittert · Axel Grosser · Volker Winkler | União Soviética · Alexandr Krasnov · Viktor Manakov · Alexandr Kulikov · Nikolai Kuznetsov | Tchecoslováquia · Martin Penc · Aleš Trčka · František Raboň · Jiří Pokorný |
| 1 km contrarrelógio     | Lothar Thoms · Alemanha Oriental                                                 | Fredy Schmidtke · Alemanha Ocidental                                                       | Serguei Kopylov · União Soviética                                           |
| Carreira por pontos     | Lutz Haueisen · Alemanha Oriental                                                | Leonard Nitz · Estados Unidos                                                              | Michael Markussen · Dinamarca                                               |
| Meio fundo              | Mattheus Pronk · Países Baixos                                                   | Rainer Podlesch · Alemanha Ocidental                                                       | Max Hürzeler · Suíça                                                        |
| Tándem                  | Tchecoslováquia · Ivan Kučírek · Pavel Martínek                                  | Alemanha Ocidental · Dieter Giebken · Fredy Schmidtke                                      | Polónia · Ryszard Konkolewski · Zbigniew Płatek                             |

### Feminino
| Evento                 | Ouro                                 | Prata                              | Bronze                                  |
| ---------------------- | ------------------------------------ | ---------------------------------- | --------------------------------------- |
| Velocidade individual  | Sheila Young · Estados Unidos        | Claudine Vierstraete · Bélgica     | Claudia Lommatzsch · Alemanha Ocidental |
| Perseguição individual | Nadezhda Kibardina · União Soviética | Tamara Poliakova · União Soviética | Jeannie Longo · França                  |

## Medalheiro
| Ordem | País               | Medalha de ouro | Medalha de prata | Medalha de bronze | Total |
| ----- | ------------------ | --------------- | ---------------- | ----------------- | ----- |
| 1     | Alemanha Oriental  | 4               | 1                | 1                 | 6     |
| 2     | União Soviética    | 2               | 3                | 1                 | 6     |
| 3     | Países Baixos      | 2               | 0                | 1                 | 3     |
| 4     | Austrália          | 1               | 1                | 0                 | 2     |
| 4     | Estados Unidos     | 1               | 1                | 0                 | 2     |
| 6     | Japão              | 1               | 0                | 2                 | 3     |
| 7     | Tchecoslováquia    | 1               | 0                | 1                 | 2     |
| 7     | França             | 1               | 0                | 1                 | 2     |
| 7     | Suíça              | 1               | 0                | 1                 | 2     |
| 10    | Alemanha Ocidental | 0               | 3                | 2                 | 5     |
| 11    | Itália             | 0               | 2                | 2                 | 4     |
| 12    | Dinamarca          | 0               | 1                | 1                 | 2     |
| 13    | Bélgica            | 0               | 1                | 0                 | 1     |
| 13    | Canadá             | 0               | 1                | 0                 | 1     |
| 15    | Polónia            | 0               | 0                | 1                 | 1     |
|       | TOTAL              | 14              | 14               | 14                | 42    |